# Scopula ochrea
Scopula ochrea là một loài bướm đêm trong họ Geometridae.